# I minderne
I minderne er en dansk kortfilm fra 2012 instrueret af Max Patrick Thuesen efter eget manuskript.

## Handling
En mands kamp for at finde accept.